# Премия журнала Empire (2008)
13-я церемония вручения наград премии «Империя» за заслуги в области кинематографа за 2007 год состоялась 9 марта 2008 года в Grosvenor House Hotel (Лондон, Великобритания). Лауреаты были определены по итогам голосования аудиторией журнала «Empire».
Наибольшее число наград получил фильм «Искупление» — 3 (Лучший британский фильм, Лучший актёр, Лучшая актриса). Фильмы «Гарри Поттер и Орден Феникса» и «Искупление» были представлены в наибольшем числе номинаций — 6.

## Список лауреатов и номинантов
• Лауреаты выделены отдельным цветом. 
| Категории                                      | Лауреаты и номинанты                                                                                         |
| ---------------------------------------------- | --- |
| Лучший фильм                                   | • Ультиматум Борна / The Bourne Ultimatum                                                                    |
| Лучший фильм                                   | • Гарри Поттер и Орден Феникса / Harry Potter and the Order of the Phoenix                                   |
| Лучший фильм                                   | • Рататуй / Ratatouille                                                                                      |
| Лучший фильм                                   | • Как трусливый Роберт Форд убил Джесси Джеймса / The Assassination of Jesse James by the Coward Robert Ford |
| Лучший фильм                                   | • Зодиак / Zodiac                                                                                            |
| Лучший британский фильм                        | • Искупление / Atonement                                                                                     |
| Лучший британский фильм                        | • Контроль / Control                                                                                         |
| Лучший британский фильм                        | • Типа крутые легавые / Hot Fuzz                                                                             |
| Лучший британский фильм                        | • Пекло / Sunshine                                                                                           |
| Лучший британский фильм                        | • Это Англия / This is England                                                                               |
| Лучшая комедия                                 | • Типа крутые легавые / Hot Fuzz                                                                             |
| Лучшая комедия                                 | • Немножко беременна / Knocked Up                                                                            |
| Лучшая комедия                                 | • Беги, толстяк, беги / Run Fatboy Run                                                                       |
| Лучшая комедия                                 | • SuperПерцы / Superbad                                                                                      |
| Лучшая комедия                                 | • Рататуй / Ratatouille                                                                                      |
| Лучший фильм ужасов                            | • 28 недель спустя / 28 Weeks Later                                                                          |
| Лучший фильм ужасов                            | • 1408 / 1408                                                                                                |
| Лучший фильм ужасов                            | • 30 дней ночи / 30 Days of Night                                                                            |
| Лучший фильм ужасов                            | • Доказательство смерти / Death Proof                                                                        |
| Лучший фильм ужасов                            | • Пила 4 / Saw IV                                                                                            |
| Лучший научно-фантастический фильм или фэнтези | • Звёздная пыль / Stardust                                                                                   |
| Лучший научно-фантастический фильм или фэнтези | • 300 спартанцев / 300                                                                                       |
| Лучший научно-фантастический фильм или фэнтези | • Гарри Поттер и Орден Феникса / Harry Potter and the Order of the Phoenix                                   |
| Лучший научно-фантастический фильм или фэнтези | • Пекло / Sunshine                                                                                           |
| Лучший научно-фантастический фильм или фэнтези | • Трансформеры / Transformers                                                                                |
| Лучший триллер                                 | • Гангстер / American Gangster                                                                               |
| Лучший триллер                                 | • Паранойя / Disturbia                                                                                       |
| Лучший триллер                                 | • Порок на экспорт / Eastern Promises                                                                        |
| Лучший триллер                                 | • Ультиматум Борна / The Bourne Ultimatum                                                                    |
| Лучший триллер                                 | • Зодиак / Zodiac                                                                                            |
| Лучший актёр                                   | • Джеймс Макэвой — «Искупление» (за роль Робби Тёрнера)                                                      |
| Лучший актёр                                   | • Дэниел Рэдклифф — «Гарри Поттер и Орден Феникса» (за роль Гарри Поттера)                                   |
| Лучший актёр                                   | • Джерард Батлер — «300 спартанцев» (за роль Леонида)                                                        |
| Лучший актёр                                   | • Мэтт Деймон — «Ультиматум Борна» (за роль Джейсона Борна)                                                  |
| Лучший актёр                                   | • Саймон Пегг — «Типа крутые легавые» (за роль Николаса Энджела)                                             |
| Лучшая актриса                                 | • Кира Найтли — «Искупление» (за роль Сесилии Таллис)                                                        |
| Лучшая актриса                                 | • Эмма Уотсон — «Гарри Поттер и Орден Феникса» (за роль Гермионы Грейнджер)                                  |
| Лучшая актриса                                 | • Кейт Бланшетт — «Золотой век» (за роль Елизаветы I)                                                        |
| Лучшая актриса                                 | • Анджелина Джоли — «Её сердце» (за роль Марианы Перл)                                                       |
| Лучшая актриса                                 | • Кэтрин Хайгл — «Немножко беременна» (за роль Элисон Скотт)                                                 |
| Лучший режиссёр                                | • Дэвид Йейтс — «Гарри Поттер и Орден Феникса»                                                               |
| Лучший режиссёр                                | • Дэвид Финчер — «Зодиак»                                                                                    |
| Лучший режиссёр                                | • Эдгар Райт — «Типа крутые легавые»                                                                         |
| Лучший режиссёр                                | • Джо Райт — «Искупление»                                                                                    |
| Лучший режиссёр                                | • Пол Гринграсс — «Ультиматум Борна»                                                                         |
| Лючший дебют                                   | • Сэм Райли — «Контроль» (за роль Иэна Кёртиса)                                                              |
| Лючший дебют                                   | • Шайа Лабаф — «Трансформеры» (за роль Сэма Уитвики)                                                         |
| Лючший дебют                                   | • Сирша Ронан — «Искупление» (за роль Брайони Таллис)                                                        |
| Лючший дебют                                   | • Джемма Артертон — «Одноклассницы» (за роль Келли Джонс)                                                    |
| Лючший дебют                                   | • Томас Тургус — «Это Англия» (за роль Шона)                                                                 |
| Лучший саундтрек                               | • Контроль / Control                                                                                         |
| Лучший саундтрек                               | • Искупление / Atonement                                                                                     |
| Лучший саундтрек                               | • Лак для волос / Hairspray                                                                                  |
| Лучший саундтрек                               | • Гарри Поттер и Орден Феникса / Harry Potter and the Order of the Phoenix                                   |
| Лучший саундтрек                               | • Однажды / Once                                                                                             |
| Снять за 60 секунд                             | • Ник Джеспер — «Титаник»                                                                                    |

### Специальные награды
- "Вдохновение премии «Empire» — Гильермо Дель Торо
- Легенда «Empire» — Юэн Макгрегор
- За вклад в развитие британского кино — Шейн Медоуз